# Caen
Caen (pronúncia AFI: /kɑ̃/) é uma comuna francesa na região administrativa da Normandia, no departamento Calvados. Estende-se por uma área de 25,7 km². Em 2010 a comuna tinha 107 686 habitantes (densidade: 4 190,1 hab./km²).391 hab/km².
Caen é bastante conhecida por suas construções erguidas durante o reinado de Guilherme o Conquistador (Guillaume le Conquérant), onde o mesmo está enterrado, e também devido às batalhas da Segunda Guerra Mundial (tomada de Caen, desembarque da Normandia), as quais deixaram a cidade praticamente destruída.
Seus habitantes se chamam Caennais.

## Geografia

### Geomorfologia
Caen, como toda a metade oriental da região da Normandia, faz parte da bacia parisiense. A cidade se situa em uma planície própria para o cultivo de cereais.

### Clima
Caen possui um clima oceânico com verões frescos e invernos suaves.

## Turismo
O turismo em Caen se divide entre suas construções históricas e os legados da Segunda Guerra Mundial.

### Patrimônio histórico
As construções mais antigas de Caen são principalmente igrejas.
A Igreja Saint-Pierre (São Pedro) se localiza no ponto central da cidade, em frente ao castelo. A torre foi levantada em 1308, a ala da direita em 1410 e a ala da esquerda logo depois e o grande portal em 1384. Essa igreja está passando por uma limpeza externa devido aos danos das bombas na Segunda Guerra Mundial.

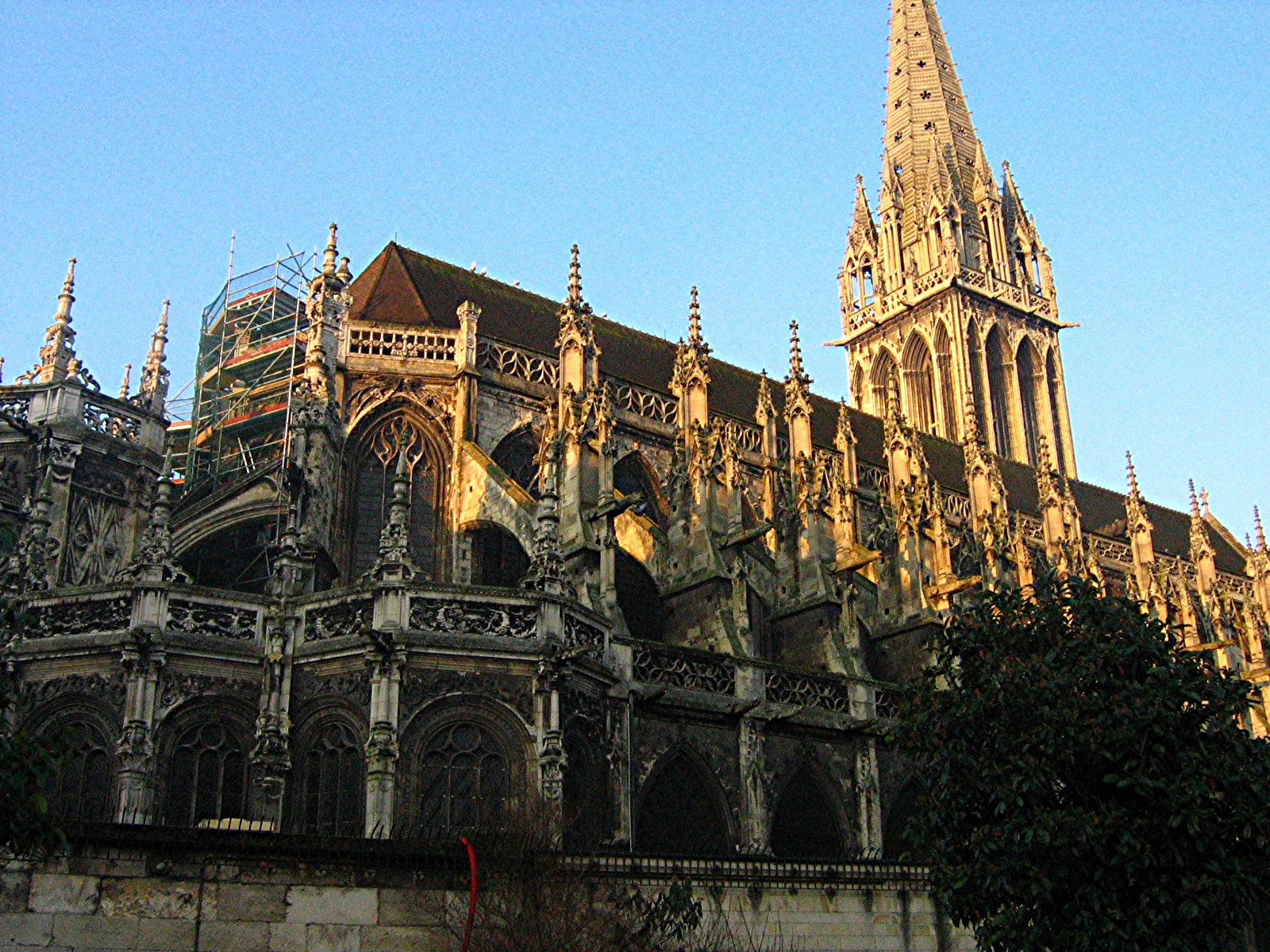
Lateral
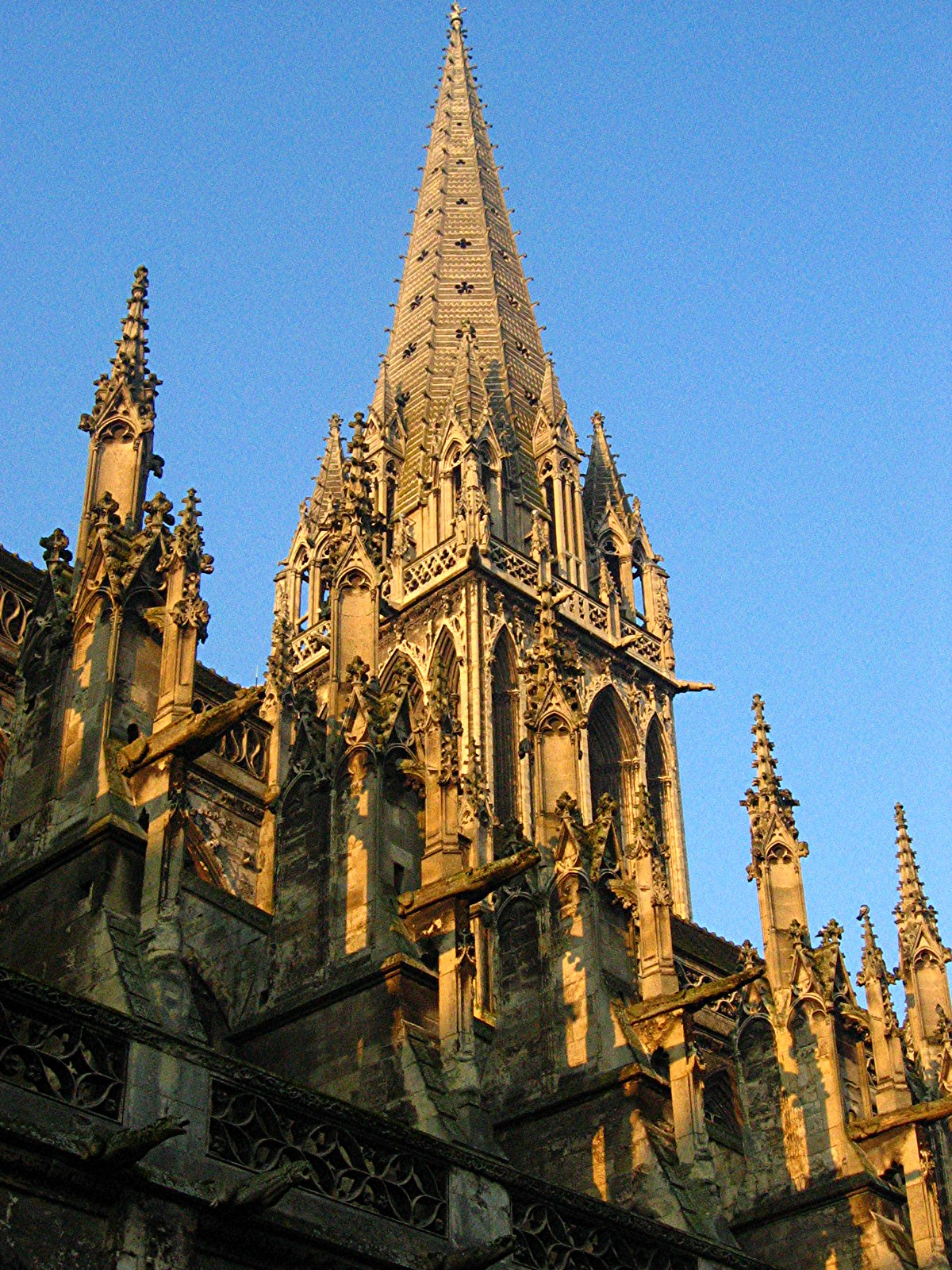
Torre
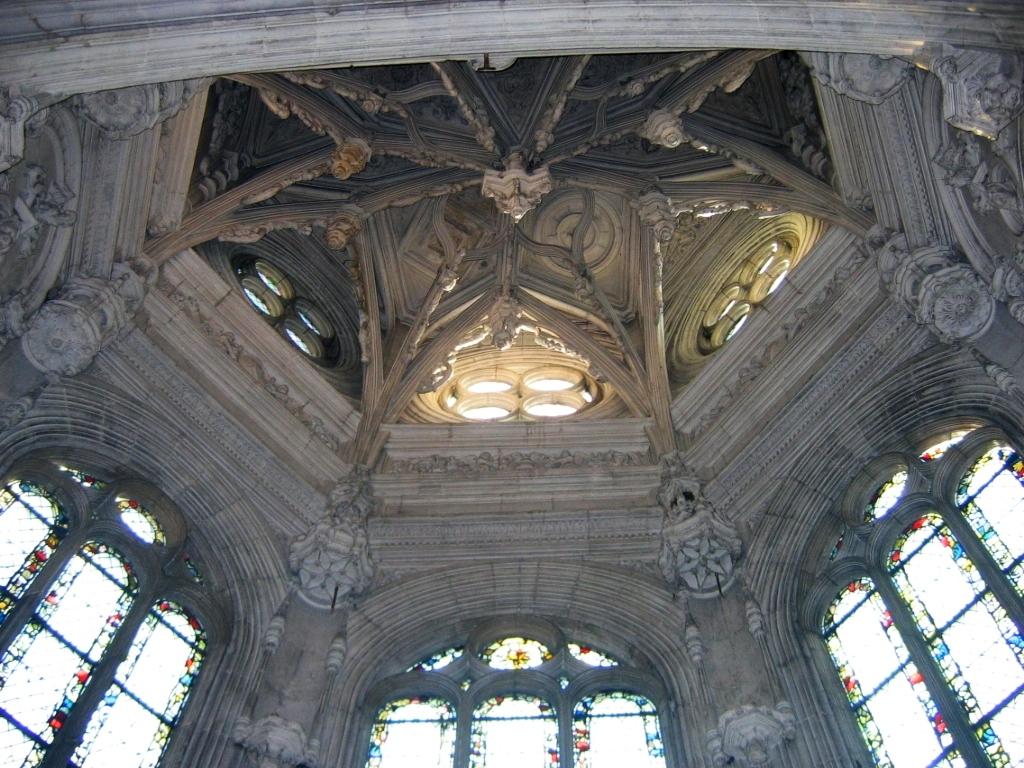
Interior

### Memorial da Segunda Guerra
O memorial de Caen é um museu dedicado principalmente à história da Segunda Guerra Mundial (mas também contém informações de guerras subsequentes, como a Guerra Fria), a ideia de sua construção veio de Maria Girault em 1969.
O desembraque aliado, a destruição de Caen bombardeada em julho de 1944 e o sofrimento da população inspiraram esse museu, o qual aumentou em 2002 com a abertura de uma nova ala dedicada principalmente à cultura da paz e à Guerra Fria. Os percursos no museu permitem cobrir os anos de 1918 até 1989, do Tratado de Versalhes à queda do muro de Berlim.

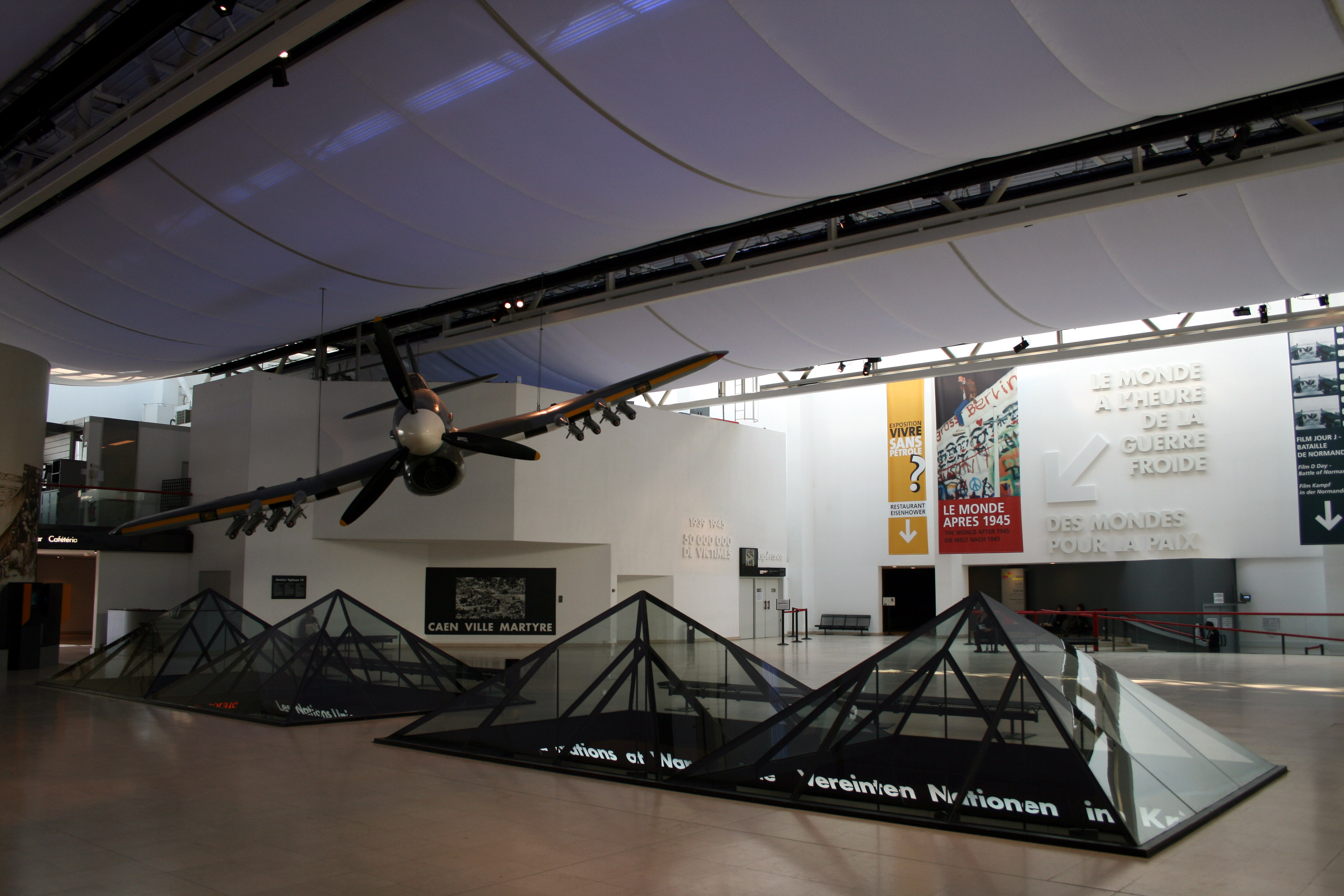
Instalação

## Educação
- École de management de Normandie